# Trimont
Trimont és una població dels Estats Units a l'estat de Minnesota. Segons el cens del 2000 tenia 754 habitants.

## Demografia
Segons el cens del 2000, Trimont tenia 754 habitants, 322 habitatges, i 199 famílies. La densitat de població era de 378,1 habitants per km².
Dels 322 habitatges en un 27% hi vivien nens de menys de 18 anys, en un 52,5% hi vivien parelles casades, en un 8,4% dones solteres, i en un 37,9% no eren unitats familiars. En el 35,7% dels habitatges hi vivien persones soles el 20,5% de les quals corresponia a persones de 65 anys o més que vivien soles. El nombre mitjà de persones vivint en cada habitatge era de 2,22 i el nombre mitjà de persones que vivien en cada família era de 2,89.
Per edats la població es repartia de la següent manera: un 22,8% tenia menys de 18 anys, un 4,2% entre 18 i 24, un 21,5% entre 25 i 44, un 22,9% de 45 a 60 i un 28,5% 65 anys o més.
L'edat mediana era de 46 anys. Per cada 100 dones de 18 o més anys hi havia 80,2 homes.
La renda mediana per habitatge era de 28.125 $ i la renda mediana per família de 40.000 $. Els homes tenien una renda mediana de 30.682 $ mentre que les dones 21.667 $. La renda per capita de la població era de 19.819 $. Entorn del 9,6% de les famílies i l'11,5% de la població estaven per davall del llindar de pobresa.

## Poblacions més properes
El següent diagrama mostra les poblacions més properes.